# Stiphrornis
Stiphrornis – rodzaj ptaków z podrodziny złotokosów (Cossyphinae) w obrębie rodziny muchołówkowatych (Muscicapidae).

## Rozmieszczenie geograficzne
Rodzaj obejmuje gatunki występujące w zachodniej i środkowej Afryce.

## Morfologia
Długość ciała 11–13 cm, masa ciała 14,5–22,5 g.

## Systematyka
Rodzaj zdefiniował w 1855 roku niemiecki ornitolog Gustav Hartlaub w artykule poświęconym opisowi kilku nowych gatunków ptaków zebranych przez H.S. Pela opublikowanym w czasopiśmie Journal für Ornithologie. Gatunkiem typowym jest (oryginalne oznaczenie) afrorudzik rdzawogardły (S. erythrothorax).

### Etymologia
Stiphrornis: gr. στιφρος stiphros ‘silny, mocny’; ορνις ornis, ορνιθος ornithos ‘ptak’.

### Podział systematyczny
Do rodzaju należą następujące gatunki:
- Stiphrornis pyrrholaemus Schmidt & Angehr, 2008 – afrorudzik oliwkowy
- Stiphrornis erythrothorax Hartlaub, 1855 – afrorudzik rdzawogardły
- Stiphrornis xanthogaster Sharpe, 1903 – afrorudzik ciemnogrzbiety